# Maison rurale à Beočin
Beočin, en Serbie, possède une maison rurale (en serbe cyrillique : Сеоска кућа у Беочину ; en serbe latin : Seoska kuća u Beočinu), construite dans la première moitié XVIIIe siècle. En raison de sa valeur patrimoniale, elle est inscrite sur la liste des monuments culturels de grande importance de la République de Serbie (identifiant no SK 1148).

## Présentation
La maison, située 4 rue Stankovićeva, est caractéristique des maisons rurales résidentielles de la région de Syrmie au XVIIIe siècle.
De plan rectangulaire, construite en boue séchée avec un soubassement en pierres, elle est constituée de trois parties, une cuisine entourée de deux pièces. Elle dispose d'un porche ouvert donnant sur la cour ; ce porche, particulièrement accentué, dispose d'arcs en briques et de portes en chêne à caissons. Le toit à deux pans, autrefois recouvert de roseaux, est aujourd'hui recouvert de tuiles ; un de ses pignons donne sur la rue.
La fermeture du foyer ouvert de la cuisine et la réorganisation de l'espace intérieur ont modifié l'apparence originelle de la maison.